# Kishen Kanhaiya
Kishen Kanhaiya – indyjski film, bollywoodzki dramat rodzinny i miłosny z 1990 roku. Reżyseria - Rakesh Roshan. W podwójnej roli Anil Kapoor. Ponadto - Madhuri Dixit i Shilpa Shirodkar.

## Fabuła
W dramatycznym porodzie okupionym śmiercią matki rodzi się dwóch chłopców. Bezpłodna położna Leela (Shubha Khote) ukradkiem wynosi jedno z dzieci do swojej chaty w slumsach. Tymczasem zrozpaczony śmiercią żony Sunder Das (Shreeram Lagoo) mimo pomocy wiernego sługi Munshi (Kader Khan) nie radzi sobie z opieką nad niemowlęciem. Wykorzystuje to chciwy jego bogactwa Lala Gendamal (Amrish Puri) podsuwając mu za żonę swoją siostrę Kamini (Bindu). Wkrótce Sunder Das orientuje się, że został oszukany poślubiając matkę nieślubnego syna Mahesha. Oburzony grozi intrygantom, ale los odwraca sytuację. W ataku apopleksji Sunder Das zostaje sparaliżowany, a władzę w domu przejmuje żądne jego pieniędzy rodzeństwo. Pozostaje im tylko na oczach bezsilnego Sundera wychować chłopca w strachu, tak aby ukończywszy 25 lat bezwolnie przepisał swój majątek na panów jego życia: macochę i wuja. Mijają lata. Bity i upokarzany Kishen (Anil Kapoor) wyrasta na zalęknionego potulnego człowieka, nie umiejącego się przeciwstawić ani macosze, ani wujowi ani wysługującemu się nim synowi macochy Maheshowi (Dilip Tahil). Współczucie okazuje mu tylko Radha, dziewczyna z niższej kasty (Shilpa Shirodkar). Tymczasem Kanhaiya (Anil Kapoor) rośnie w slumsach na zuchwałego zabijakę, marzącego o zostaniu gwiazdą filmową, zjednującego sobie swoim urokiem piękną i odważną Anju (Madhuri Dixit). Pewnego dnia ich losy krzyżują się ze sobą.

## Obsada
- Anil Kapoor – Kishen / Kanhaiya
- Madhuri Dixit – Anju
- Shilpa Shirodkar – Radha
- Amrish Puri – Lala Gendamal
- Bindu – Kamini
- Dalip Tahil – Mahesh
- Ranjeet – Sridhar
- Kader Khan – Munshi
- Sujit Kumar – Bhola Ram
- Shubha Khote – Leela
- Shreeram Lagoo – Sunder Das
- Saeed Jaffrey – Vidya Charan
- Dinesh Hingoo – Lokhandwala
- Johnny Lever– Lobo
- Vikas Anand – Doktor

## Muzyka
6 piosenek skomponowanych przez brata reżysera Rajesh Roshana (teksty Indeevar i Payam Sayeedi).
| Piosenkę                  | śpiewa(ją)                    |
| ------------------------- | ----------------------------- |
| Aap Ko Dekh Ke            | Amit Kumar, Sadhana Sargam    |
| Krishna Krishna           | Nitin Mukesh, Lata Mangeshkar |
| Kuchh Ho Gaya Kya Ho Gaya | Asha Bhosle, Mohammad Aziz    |
| Mere Humsafar             | Sadhana Sargam                |
| Radha Bina Hai            | Manhar Udhas, Sadhana Sargam  |
| Suit Boot Mein Aaya       | Amit Kumar                    |